# سكاغيراك

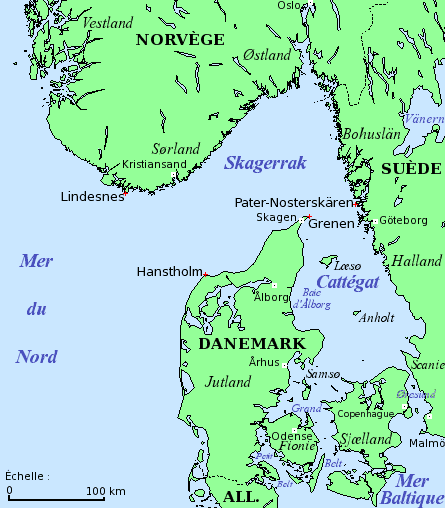
خليج سكاجيراك

خليج سكاجيراك (بالإنجليزية: Skagerrak) هو خليج يحيط بالجنوب الغربي للسويد والجنوب الشرقي للنروج. تبلغ مساحته 32000 كيلومتر مربع. اسمه مشتق من مدينة سكاجن وهي مدينة تقع في أقصى شمال الدانمارك. النشاط البحري نشط في هذا الخليج لكونه المعبر الوحيد مع قنال كيل الذي يربط بين بحر الشمال وبحر البلطيق.

## صراعات الحرب وفترة ما بعد الحرب
في نهاية مايو 1916 وقعت أكبر معركة بحرية وأكثرها تكلفة في الحرب العالمية الأولى ، معركة جوتلاند ، في الطرف الغربي من هذه المنطقة البحرية. تم تسمية العديد من الشوارع والجسور والساحات على اسم هذه المعركة خلال جمهورية فايمار والعصر النازي في ألمانيا.
بسبب العمق الكبير للبحر في هذه المنطقة البحرية أغرق الحلفاء أكثر من 50 سفينة محملة بالأسلحة الكيميائية هناك بعد الحرب العالمية الثانية ، بما في ذلك المدمرات دوسلدورف وهربرت نوركوس. .
في عام 2002 قام معهد أبحاث تابع للبحرية النرويجية بفحص بعض حطام السفن.